# Хокей на траві на літніх Олімпійських іграх 1936
Змагання з хокею на траві на літніх Олімпійських іграх 1936 у Берліні тривали з 4 по 15 серпня на Олімпійському хокейному стадіоні. 11 чоловічих збірних розіграли 1 комплект нагород.

## Медальний залік

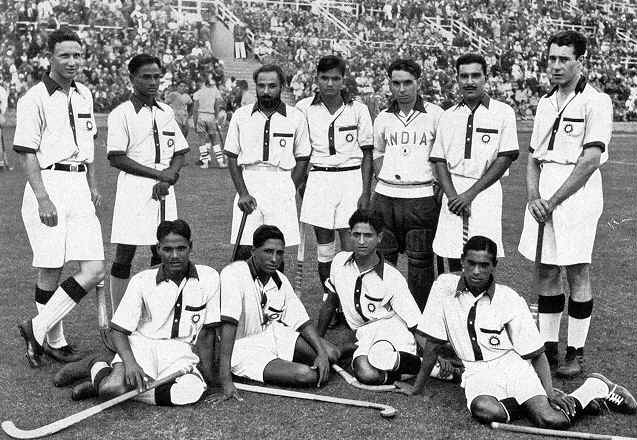
Збірна Індії з хокею на траві під керівництвом свого капітана "хокейного чарівника" Дгіана Чанда (стоїть другий зліва), здобула золоті медалі

| Золото | Срібло | Бронза |
| Індія (IND) Річард Аллен Дгіан Чанд Алі Дара Лайонел Емметт Пітер Фернандес Джозеф Ґалібарді Ернест Ґудсер-Каллен Могаммед Гуссейн Саєд Джаффар Агмед Хан Агсан Хан Мірза Масуд Сіріл Мічі Бабу Німал Джозеф Філліпс Шаббан Шагаб-уд-Дін Ґ.С. Ґаревал Руп Сінґг Карлайл Тапселл | Німеччина (GER)Германн ауф дер Гайде Людвіґ Байзіґель Еріх Кунц Карл Дрезе Альфред Ґердес Вернер Гамель Гаральд Гуффманн Ервін Келлер Герберт Кеммер Вернер Кубіцкі Пауль Меліц Карл Менке Фріц Меснер Детлеф Окрент Гайнріх Петер Гайнц Рак Карл Рук Ганс Шербарт Гайнц Шмалікс Тіто Варнгольц Курт Вайс Еріх Цандер | Нідерланди (NED)Ернст ван ден Берґ Піт Ґюннінґ Ру ван дер Гар Інґе Гейбрук Тонні ван Ліроп Генк де Лопер Ян де Лопер Ат де Рос Ганс Шнітґер Рене Спаренберґ Рейн де Вал Макс Вестеркамп |

Нотатка: в Медальній базі даних МОК серед медалістів вказано лише наведених вище гравців. Всі вони на цьому турнірі зіграли принаймні в одному матчі. Резервних гравців серед медалістів не вказано.

## Підсумки

### Груповий етап

#### Група A
| Поз | Команда  | І | В | Н | П | ГЗ | ГП | РГ  | О | Кваліфікація |
| --- | -------- | - | - | - | - | -- | -- | --- | - | ------------ |
| 1   | Індія    | 3 | 3 | 0 | 0 | 20 | 0  | +20 | 6 | Півфінали    |
| 2   | Японія   | 3 | 2 | 0 | 1 | 8  | 11 | −3  | 4 |              |
| 3   | Угорщина | 3 | 1 | 0 | 2 | 4  | 8  | −4  | 2 |              |
| 4   | США      | 3 | 0 | 0 | 3 | 2  | 15 | −13 | 0 |              |

| 5 серпня 1936 16:30 |        |     |  |
| Японія              | 5–1    | США |  |
|                     | Report |     |  |

| 5 серпня 1936 18:00 |        |          |  |
| Індія               | 4–0    | Угорщина |  |
|                     | Report |          |  |

| 7 серпня 1936 16:30 |        |     |  |
| Індія               | 7–0    | США |  |
|                     | Report |     |  |

| 8 серпня 1936 18:00 |        |          |  |
| Японія              | 3–1    | Угорщина |  |
|                     | Report |          |  |

| 10 серпня 1936 16:30 |        |        |  |
| Індія                | 9–0    | Японія |  |
|                      | Report |        |  |

| 10 серпня 1936 18:00 |        |     |  |
| Угорщина             | 3–1    | США |  |
|                      | Report |     |  |

#### Група B
| Поз | Команда       | І | В | Н | П | ГЗ | ГП | РГ | О | Кваліфікація |
| --- | ------------- | - | - | - | - | -- | -- | -- | - | ------------ |
| 1   | Німеччина (H) | 2 | 2 | 0 | 0 | 10 | 1  | +9 | 4 | Півфінали    |
| 2   | Афганістан    | 2 | 0 | 1 | 1 | 7  | 10 | −3 | 1 |              |
| 3   | Данія         | 2 | 0 | 1 | 1 | 6  | 12 | −6 | 1 |              |

| 4 серпня 1936 18:00 |        |       |  |
| Афганістан          | 6–6    | Данія |  |
|                     | Report |       |  |

| 6 серпня 1936 18:00 |        |       |  |
| Німеччина           | 6–0    | Данія |  |
|                     | Report |       |  |

| 8 серпня 1936 16:30 |        |            |  |
| Німеччина           | 4–1    | Афганістан |  |
|                     | Report |            |  |

#### Група C
| Поз | Команда    | І | В | Н | П | ГЗ | ГП | РГ | О | Кваліфікація |
| --- | ---------- | - | - | - | - | -- | -- | -- | - | ------------ |
| 1   | Нідерланди | 3 | 2 | 1 | 0 | 9  | 4  | +5 | 5 | Півфінали    |
| 2   | Франція    | 3 | 1 | 1 | 1 | 4  | 5  | −1 | 3 | Півфінали    |
| 3   | Бельгія    | 3 | 0 | 2 | 1 | 5  | 6  | −1 | 2 |              |
| 4   | Швейцарія  | 3 | 1 | 0 | 2 | 3  | 6  | −3 | 2 |              |

| 4 серпня 1936 16:30 |        |           |  |
| Франція             | 1–0    | Швейцарія |  |
|                     | Report |           |  |

| 4 серпня 1936 18:00 |        |            |  |
| Бельгія             | 2–2    | Нідерланди |  |
|                     | Report |            |  |

| 6 серпня 1936 16:30 |        |           |  |
| Нідерланди          | 4–1    | Швейцарія |  |
|                     | Report |           |  |

| 7 серпня 1936 18:00 |        |         |  |
| Бельгія             | 2–2    | Франція |  |
|                     | Report |         |  |

| 9 серпня 1936 16:30 |        |         |  |
| Швейцарія           | 2–1    | Бельгія |  |
|                     | Report |         |  |

| 9 серпня 1936 18:00 |        |         |  |
| Нідерланди          | 3–1    | Франція |  |
|                     | Report |         |  |

### Класифікаційний раунд
| 11 серпня 1936 18:00 |        |         |  |
| Афганістан           | 4–1    | Бельгія |  |
|                      | Report |         |  |

| 11 серпня 1936 16:30 |        |       |  |
| Швейцарія            | 5–1    | Данія |  |
|                      | Report |       |  |

| 13 серпня 1936 18:00 |        |         |  |
| Угорщина             | 1–0    | Бельгія |  |
|                      | Report |         |  |

| 13 серпня 1936 16:30 |        |       |  |
| Японія               | 4–1    | Данія |  |
|                      | Report |       |  |

| 13 серпня 1936 18:00 |        |     |  |
| Афганістан           | 3–0    | США |  |
|                      | Report |     |  |

### Медальний раунд
|  | Півфінали  | Півфінали |   |            | Фінал               | Фінал |  |
|  |            |           |   |            |                     |       |  |
|  | 12 серпня  |           |   |            |                     |       |  |
|  | Індія      | 10        |   |            |                     |       |  |
|  | Франція    | 0         |   |            |                     |       |  |
|  |            |           |   |            |                     |       |  |
|  |            |           |   |            | 15 серпня           |       |  |
|  |            |           |   |            | Індія               | 8     |  |
|  |            | Німеччина | 1 |            |                     |       |  |
|  |            |           |   |            |                     |       |  |
|  |            |           |   |            |                     |       |  |
|  |            |           |   |            | Матч за третє місце |       |  |
|  | 12 серпня  | 12 серпня |   | 14 серпня  | 14 серпня           |       |  |
|  | Німеччина  | 3         |   | Нідерланди | 4                   |       |  |
|  | Нідерланди | 0         |   |            | Франція             | 3     |  |

#### Півфінали
| 12 серпня 1936 16:30 |        |         |  |
| Індія                | 10–0   | Франція |  |
|                      | Report |         |  |

| 12 серпня 1936 18:00 |        |            |  |
| Німеччина            | 3–0    | Нідерланди |  |
|                      | Report |            |  |

#### Матч за бронзову медаль
| 14 серпня 1936 16:30 |        |         |  |
| Нідерланди           | 4–3    | Франція |  |
|                      | Report |         |  |

#### Фінал
| 15 серпня 1936 11:00 |        |           |  |
| Індія                | 8–1    | Німеччина |  |
|                      | Report |           |  |

За розкладом фінал мав відбутися 14 серпня, одразу ж після матчу за 3-тє місце. Однак через безперервний дощ поле було непридатне для гри, тож матч перенесли на наступний ранок.

## Країни-учасниці
Кожній країні дозволялося заявити на турнір 22 гравці, кожен з яких мав право на участь у матчах. Загалом було заявлено 214 гравців.
Загалом в Іграх взяв участь  161(*) гравець з 11 країн:
- Афганістан (AFG) 12 з заявлених 18
- Бельгія (BEL) 12 з заявлених 22
- Данія (DEN) 13 з заявлених 17
- Франція (FRA) 18 з заявлених 22
- Німеччина (GER) (22)
- Угорщина (HUN) 15 з заявлених 21
- Індія (IND) 19 з заявлених 22
- Японія (JPN) 11 з заявлених 15
- Нідерланди (NED) 12 з заявлених 18
- Швейцарія (SUI) 13 з заявлених 22
- США (USA) 14 з заявлених 15

(*) Нотатка: враховано гравців, які взяли участь принаймні в одній грі. Втішний раунд не враховано.

## Підсумкове положення
1. Індія
2. Німеччина
3. Нідерланди
4. Франція
5. Швейцарія
6. Афганістан
7. Японія
8. Угорщина
9. Бельгія
10. Данія
11. США

Джерело: